# السري
السري قرية سعودية، تتبع لمحافظة الطائف التابعة لإمارة منطقة مكة المكرمة.

## القرية
تبعد القرية عن محافظة الطائف حوالي 22 كيلو مترا باتجاه الجنوب، نوع الطريق أسفلت. أقرب مدينة أو قرية بها مركز وخدمات صحية هو أبو غيل وآل عمرين الذي يبعد عن القرية 9 كم. خدمات التعليم: يوجد في القرية مدرسة السريج الابتدائية ومدرسة السريج المتوسطة (بنين)، ومدرسة السريج الابتدائية ومدرسة السريج المتوسطة ومدرسة السريج الثانوية (بنات). الخدمات العامة: كهرباء عامة وخدمة بلدية وخدمة بريد وبث تلفزيوني.